# Tamil Eelam
Tamil Eelam (tamilski: தமிழ் ஈழம், tamiḻ īḻam) je naziv kojim Oslobodilački tigrovi Tamil Eelama (LTTE) nazivaju državu koju nastoje stvoriti u sjevernom i istočnom dijelu otoka Šri Lanke. LTTE pod kontrolom drži između 40 i 50% otoka koji bi trebao predstavljati Tamil Eelam. Prema njihovim navodima to uključuje cjelokupne okruge Kilinochchi i Mullaiththeevu, većinu okruga Mannar, Batticaloa i Vavuniya te dijelove okruga Trincomalee i Amparai.
Dijelovi sjeverne i istočne Šri Lanke pod kontrolom LTTE funkcioniraju kao de facto kvazi-nezavisna država, s vlastitim vrhovnim sudom, policijom, vojskom, mornaricom, zrakoplovstvom, obavještajnom službom i središnjom bankom, iako te institucije vlada Šri Lanke nije formalno priznala. Opskrba električnom energijom i namirnicama ovisi o područjima pod kontrolom vlade, s kojima je spojena auto-cestom A9. Ne posjeduje vlastitu valutu te se kao sredstvo plaćanja koristi šrilanska rupija. LTTE je optužio vladu da je uvela embargo na osnovne namirnice te tako izazvala patnje civila. Nema vlastiti aerodrom te strani putnici moraju koristiti zračnu luku u Colombu.

## Vanjske poveznice
- Tamil Eelam Homepage  Arhivirana inačica izvorne stranice od 11. travnja 1997. (Wayback Machine)
- Official news site of the LTTE
- Tamil Eelam - a De Facto State
- Origin of 'Tamil Eelam'  Arhivirana inačica izvorne stranice od 1. lipnja 2009. (Wayback Machine)